# 당지질

당지질의 구조

당지질(糖脂質, 영어: glycolipid)은 글리코사이드 결합에 의해 탄수화물이 결합되어 있는 지질이다. 당지질의 역할은 세포막의 안정성을 유지하고, 면역 반응 및 세포가 조직을 형성하도록 세포끼리 서로 연결시키는데 필수적인 세포 인식을 촉진하는 것이다. 당지질은 모든 진핵세포의 막에서 발견되며, 당지질의 탄수화물 부분은 세포막의 바깥쪽으로 돌출되어 있다.

## 구조
당지질의 본질적인 특징은 지질 부분에 결합된 단당류 또는 올리고당의 존재이다. 세포막에 있는 가장 일반적인 지질은 글리세롤 골격을 가지고 있는 글리세로지질과 스핑고신 골격을 가지고 있는 스핑고지질이다. 지방산이 이러한 골격에 결합되어 지질 전체가 극성 머리 부분과 비극성 꼬리 부분을 가지고 있다. 세포막의 지질 이중층은 두 층의 지질로 구성되며, 막의 안쪽 표면과 바깥쪽 표면은 극성 머리 부분으로 구성되고, 막의 내부는 비극성 지방산 꼬리로 구성되어 있다.
세포 바깥쪽에 있는 극성 머리 부분에 붙어 있는 탄수화물은 당지질의 리간드 성분이며, 마찬가지로 극성이기 때문에 세포를 둘러싸고 있는 수용성 환경에서 가용성이다. 지질과 탄수화물은 공유 결합의 일종인 글리코사이드 결합을 통해 당포합체를 형성한다. 당의 아노머 탄소는 지질 골격의 하이드록시기와 결합을 형성한다. 이들 탄수화물의 구조는 이들이 결합하는 분자의 구조에 따라 다양하다.

## 물질대사

### 글리코실트랜스퍼레이스
글리코실트랜스퍼레이스는 탄수화물을 지질 분자에 결합시키고, 또한 세포 표면에 당지질의 존재에 반응하는 세포에서 수용체가 활성화될 수 있도록 올리고당을 정확하게 조립하는 역할을 한다. 당지질은 골지체에서 조립되어 소낭의 막에 삽입된 다음 세포막으로 운반된다. 소낭은 세포막과 합쳐져서 당지질이 세포의 바깥쪽 표면에 나타나게 된다.

### 글리코사이드 가수분해효소
글리코사이드 가수분해효소는 글리코사이드 결합의 분해를 촉매한다. 글리코사이드 가수분해효소는 글리칸이 지질에 첨가된 후에 글리칸의 올리고당 구조를 변형시키는데 사용된다. 또한 글리코사이드 가수분해효소는 당지질에서 글리칸을 제거하여 변형되지 않은 지질로 되돌릴 수 있다.

### 물질대사의 결함
스핑고지질증은 보통 글리코사이드 가수분해효소의 결함으로 인해 스핑고지질이 정상적으로 분해되지 못하고 스핑고지질이 축적되어서 생기는 질병이다. 스핑고지질증은 일반적으로 유전되며, 그 영향은 어떤 효소가 영향을 받느냐에 따라, 손상의 정도에 따라 달라진다. 한 가지 주목할 만한 사례는 신경망에 통증과 손상을 일으킬 수 있는 니만-픽병이며, 보통 유아기 초기에 치명적이다.

## 기능

### 세포-세포 상호작용
신체에서 당지질의 주요 기능은 세포-세포 상호작용을 위한 인식 자리로 사용되는 것이다. 당지질의 탄수화물 부분은 인접한 세포의 특정 상보적인 탄수화물이나 렉틴(탄수화물 결합 단백질)과 결합한다. 이러한 세포 표면의 표지자들의 상호작용은 세포 인식의 기반이 되며, 조절, 성장, 세포자살과 같은 활동을 하는 세포 반응에 관여한다.

### 면역 반응
당지질이 체내에서 어떻게 기능을 하는지에 대한 예로는 염증 반응동안 백혈구와 내피세포 사이의 상호작용이 있다. 백혈구와 내피세포의 표면에서 발견되는 렉틴의 한 종류인 셀렉틴은 당지질에 부착된 탄수화물과 결합하여 면역 반응을 일으킨다. 이러한 결합은 백혈구가 혈관으로부터 빠져나와 염증 부위로 유입된다. 이것은 초기 결합 메커니즘으로 더 강한 결합을 형성하고 백혈구가 염증 부위로 이동하도록 하는 인테그린이 이어서 발현된다. 당지질은 또한 다른 반응, 특히 바이러스가 숙주 세포를 인식하는데에도 관여한다.

### 혈액형
혈액형은 세포막에 있는 당지질이 주변 환경과 어떻게 상호작용을 하는지를 보여주는 한 예이다. 사람의 ABO식 혈액형에서 네 가지 혈액형(A형, B형, AB형, O형)은 항원으로 작용하는 적혈구의 표면에 있는 특정 당지질에 결합된 올리고당에 의해 결정된다. H항원이라고 불리는 변형되지 않은 항원은 O형의 특징이며, 모든 혈액형의 적혈구에 존재한다. A형은 주된 항원 결정 구조로 N-아세틸갈락토사민이 첨가되고, B형은 갈락토스가 첨가되며, AB형은 이들 세 가지 항원을 모두 갖는다. 개체의 혈액에 존재하지 않는 항원은 항체의 생성을 유도하여, 생성된 항체가 외부로부터 유입된 당지질과 결합하게 된다. 이러한 이유로 AB형 혈액형을 가지고 있는 사람은 모든 혈액형으로부터 수혈을 받을 수 있고, O형 혈액형을 가지고 있는 사람은 모든 혈액형에게 수혈해 줄 수 있다.

## 당지질의 종류

당지질의 화학 구조

- 글리세로당지질: 지질 복합체로서 적어도 한 개 이상의 지방산을 가지고 있는 아세틸화 또는 비아세틸화된 글리세롤을 특징으로 하는 당지질의 하위 그룹이다. 글리세로당지질은 종종 광합성 막과 그 기능과 관련되어 있다. 글리세로당지질은 결합된 탄수화물에 따라 세부적으로 나뉘어질 수 있다.[11]
  - 갈락토지질: 글리세롤에 갈락토스가 결합된 지질로 정의된다. 갈락토지질은 엽록체 막에서 발견되며 광합성의 특성과 관련이 있다.[11]
  - 황지질: 지질에 결합된 탄수화물 부분에 황을 포함하고 있는 작용기를 가지고 있다. 중요한 그룹은 식물에서 황 순환과 관련이 있는 설포퀴노보실 다이아실글리세롤이다.[12]
- 당스핑고지질: 스핑고지질에 기초한 당지질의 하위 그룹이다. 당스핑고지질은 대부분 신경 조직에 위치하며, 세포 신호전달을 담당한다.[13]
  - 세레브로사이드: 신경 세포막에 존재하는 당스핑고지질의 그룹이다.[14]
    - 갈락토세레브로사이드: 탄수화물 부분에 갈락토스를 가지고 있는 세레브로사이드의 한 종류이다.
    - 글루코세레브로사이드: 탄수화물 부분에 글루코스를 가지고 있는 세레브로사이드의 한 종류이다. 대개 비신경 조직에서 발견된다.
    - 설파타이드: 세라마이드 골격과 결합하고 있는 탄수화물 부분에 황산기를 가지고 있는 당지질의 한 종류이다. 설파타이드는 면역 반응에서 신경계 신호 전달에 이르기까지 수 많은 생물학적 기능에 관여한다.

  - 강글리오사이드: 가장 복잡한 동물성 당지질이다. 강글리오사이드는 한 개 이상의 시알산 잔기를 가지는 올리고당 부분을 가지기 때문에 음전하를 나타낸다. 200가지 이상의 서로 다른 강글리오사이드들이 확인되었다.[15] 강글리오사이드는 신경 세포에 풍부하게 존재한다.
  - 글로보사이드: 탄수화물 복합체의 일부로 두 개 이상의 당을 가지고 있는 당스핑고지질이다. 글로보사이드는 다양한 기능을 가지고 있다. 글로보사이드가 제대로 분해되지 못하면 파브리병이 생긴다.
  - 당인스핑고지질: 균류, 효모, 식물의 당인지질은 원래 "피토당지질"이라고 불렸다. 당인스핑고지질은 동물에서 음전하를 띄는 강글리오사이드처럼 복잡한 화합물일 수 있다.
  - 글리코포스파티딜이노시톨: 탄수화물 복합체에 결합된 포스파티딜이노시톨 지질 부분에 의해 정의된 당지질의 하위 그룹이다. 글리코포스파티딜이노시톨은 단백질의 C-말단에 결합될 수도 있고, 글리코포스파티딜이노시톨이 결합될 수 있는 다른 단백질과 관련된 다양한 기능을 가지고 있다.[16]

## 같이 보기
- 소포로지질
- 람노리피드
- 글리코칼릭스
- 글리콤
- 당단백질
- 니만-픽병